# William Paats
Friedrich Wilhelm Paats Hantelmann, besser bekannt unter seinem internationalisierten Kurznamen William Paats (* 12. Januar 1876 in Rotterdam, Niederlande; † 28. August 1946 in Asunción, Paraguay), gilt als der Pionier des Fußballs in Paraguay und war Gründer des ersten und auch erfolgreichsten Fußballvereins des Landes, Club Olimpia.

## Leben
William Paats entschied sich bereits in jungen Jahren für die Überfahrt nach Südamerika, wo er sich eine gesundheitliche Verbesserung seiner Atemwegserkrankung versprach. Auf Drängen seines Patenonkels, der ebenfalls William Paats hieß und als Konsul in Buenos Aires tätig war, kam er zunächst nach Argentinien. Im Alter von 18 Jahren folgte er der Einladung des mit seinem Onkel bekannten Enrique Plate, der im Vorstand der Banco Mercantil de Asunción saß. Dort arbeitete der junge Paats als Diplom-Kaufmann, Buchhalter und Übersetzer.
1899 trat er einer Freimaurerloge bei und begann um die Jahrhundertwende, als Sportlehrer zu arbeiten. In dieser Eigenschaft organisierte er ein Fußballspiel zwischen englischen Beamten und paraguayischen Angestellten der in Paraguay tätigen Eisenbahngesellschaft. Dazu schickte sein Onkel aus Buenos Aires einen Ball und eine Luftpumpe.
1902 gründete Paats mit dem Club Olimpia den ersten Fußballverein des Landes und 1906 gehörte er zu den Gründungsmitgliedern der ersten paraguayischen Fußballliga, Liga Paraguaya de Fútbol. Später war Paats noch an der Gründung diverser anderer Vereine und Organisationen beteiligt. So zum Beispiel wirkte er 1924 an der Entstehung des Touring- und Automobilclubs und 1943 an der Gründung des Christlichen Jugendverbandes mit.